# Republiken Bergamo
Republiken Bergamo var en revolutionerande systerrepublik som skapades den 12 mars 1797 av den franska armén för att styra över Bergamo och dess provins. 
Vid Freden i Leoben hade Frankrike och Österrike kommit fram till slutet av den mer en hundraåriga Republiken Venedigs styre över territoriet mellan Adda och Oglio, samtidigt som den österrikiska ockupationen av Istrien och Dalmatien påbörjades. 
Republiken blev så småningom införlivad i den nya Cisalpinska republiken vid Freden i Campo Formio den 29 juni 1797. 